# Inazuma Eleven GO Galaxy (videogioco)
Inazuma Eleven GO Galaxy (イナズマイレブンＧＯ ギャラクシー?, Inazuma Irebun GO Gyarakushī) è un videogioco di ruolo e di sport realizzato per il Nintendo 3DS, sviluppato e pubblicato dallo studio Level-5. Il gioco è diviso due versioni: Big Bang e Supernova. L'anime Inazuma Eleven GO Galaxy è basato sul videogioco, è prodotto da OLM ed è andato in onda l'8 maggio 2013 in Giappone.
Il gioco è stato pubblicato in Giappone il 5 dicembre 2013 e il 22 agosto 2018 il marchio è stato registrato in Europa.
Il gioco non è mai uscito al di fuori del Giappone a causa di un contenzioso tra un'azienda tedesca e Level-5, che rivendicava i diritti sulla parola "Galaxy", nome di un loro processore. Il processo si è concluso nel 2019, con il ritiro dell'accusa da parte dell'azienda e un accordo tra quest'ultima e Level-5.
Nonostante la conclusione del processo, il gioco non è stato ancora pubblicato in Europa. Tuttavia, la casa di Fukuoka ha tempo fino al 2025 per un'eventuale pubblicazione del gioco negli altri paesi oltreoceano.

## Trama
Questa volta, i protagonisti si ritroveranno trasportati in una galassia a ben 188.000 di anni luce dalla Terra. Il prezzo della sconfitta al torneo potrebbe significare la distruzione del pianeta, e su questo ruoterà la trama del gioco.
La storia inizia con il Football Frontier International Vision 2 (FFIV2), il torneo nel quale tutte le squadre di calcio giovanili provenienti da diversi paesi possono finalmente competere per dimostrare la loro forza! Tuttavia, la Shinsei Inazuma Japan, il team rappresentante del Giappone, ha solo undici membri, e ben otto di loro sono nuovi per il calcio! Arion Sherwind, Victor Blade e Riccardo di Rigo, in quanto "veterani", devono rivitalizzare la squadra per poter vincere il torneo (Si unirà anche JP, nel viaggio del Gran Celesta Galaxy).
Nonostante tutto, la Shinsei Inazuma Japan riuscirà miracolosamente a vincere tutte le partite dei preliminari dell'Asia.
Poco dopo questa apparente qualificazione si scopre che, in realtà, il FFIV2 è un falso e serviva per selezionare la squadra che rappresenterà il pianeta nel torneo intergalattico di calcio Gran Celesta Galaxy. Scopo di questo torneo è decretare l'unico pianeta degno di sopravvivere alla minaccia di un buco nero, la cui potenza è tale da distruggere l'intera galassia. Questa competizione, quindi, deciderà il destino della Terra e dell'intera galassia.